# Floricomus plumalis
Floricomus plumalis är en spindelart som först beskrevs av Crosby 1905.  Floricomus plumalis ingår i släktet Floricomus och familjen täckvävarspindlar. Inga underarter finns listade i Catalogue of Life.